# Julianatop
 Coordenadas : orientação de longitude inválida, deve ser "E" ou "W"
O Julianatop (Montanha Juliana ou Pico Juliana) é a montanha mais alta no Suriname. Fica no Distrito de Sipaliwini. Até à independência do Suriname, era o ponto mais alto do Reino dos Países Baixos.
Este pico tem uma altitude estimada em 1280 metros e está localizado no centro das Montanhas Wilhelmina, a sul do paralelo 4 N, entre as margens ocidental e oriental do rio Lucie.
A montanha recebeu o nome em homenagem à princesa Juliana dos Países Baixos.